# Wavves
Wavves — американская группа, играющая в стиле гаражный рок, образовавшаяся в 2008 году в городе Сан-Диего, Калифорния.

## Участники группы
Текущий состав
- Нэйтан Уильямс — вокал, гитара (2008 — н. в.)
- Стивен Поуп — бас-гитара (2009 — н. в.)
- Росс Травер — ударные, бэк-вокал (2019 — н. в.)
- Алекс Гейтс — гитара (2011 — н. в.)

Бывшие участники
- Райан Алш — ударные (2008—2009)
- Зак Хилл — ударные (2009)
- Билли Хейс — ударные (2009—2010)
- Джейкоб Купер — ударные (2010—2013)
- Брайан Хилл - ударные (2013-2018)

## Дискография

### Студийные альбомы
- Wavves (2008)
- Wavvves (2009)
- King of the Beach (2010)
- Afraid of Heights (2013)
- V (2015)
- You’re Welcome (2017)
- Hideaway (2021)

### Мини-альбомы
- Life Sux (2011)

### Синглы
- King of the Beach
- Post Acid
- Weed Demon
- So Bored
- To the Dregs
- TV Luv Song
- I Wanna Meet Dave Grohl
- Demon to lean on